# Панайотіс Зографос
Панайотіс Зографос (грец. Παναγιώτης Ζωγράφος, ? — ?) — грецький художник XIX століття, відомий завдяки 25 картинам, створеним за замовленням і за задумом героя Грецької війни за незалежність Іоанніса Макріянніса.

## Біографічні відомості

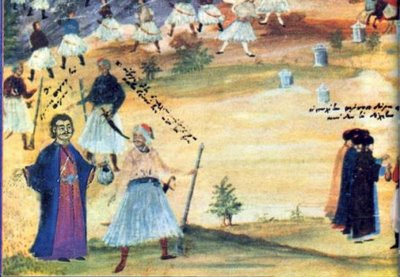
«Рігас Фереос сіє насіння свободи»

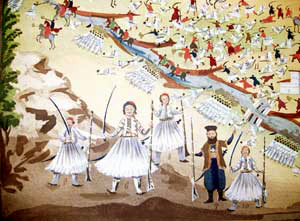
«Битва при Аламані»

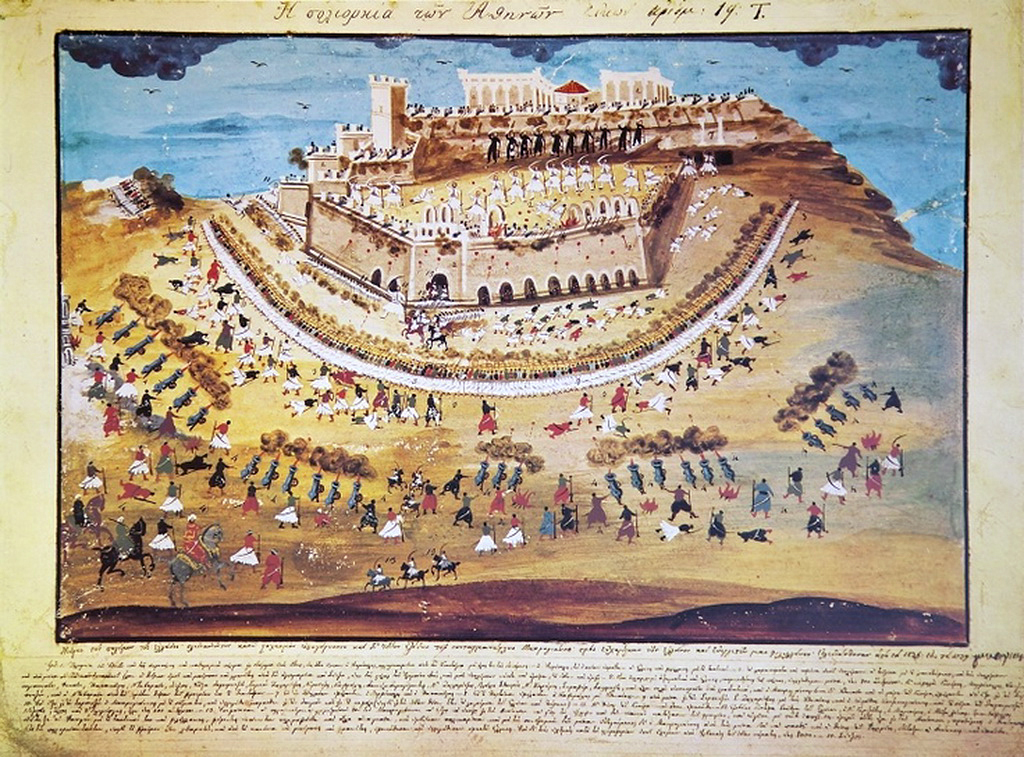
«Облога Афін 1827 року»

Панайотіс Зографос народився у Вардонії, Лаконія, Пелопоннес. Немає достовірних даних про роки його народження і смерті. Імовірно, Зографос — не справжнє прізвище, оскільки у перекладі з грецької воно означає художник. Крім того оскаржується навіть його ім'я, оскільки за деякими відомостями справжнє ім'я — Дімітріс.
Відомо й підтверджується Макріяннісом, що Панайотіс Зографос брав участь у Грецькій визвольній війні і був знайомий з ним. Працюючи над своїми «Мемуарами», Макріянніс прийшов до висновку, що вони повинні супроводжуватися ілюстраціями. Картини європейських художників романтичної школи і класицистів були чужими напів-грамотному воєначальнику. Кілька робіт маловідомих європейських художників, виконаних на замовлення Макріянніса, не задовольнили його.
Макріянніс знаючи, що більшість населення Греції також залишалося неписьменним або напівграмотним, вважав що його «Мемуари» мають супроводжувати доступні для широкої публіки образотворчівідтворення-роз'ясненнями історичних сцен.
Відтак 1836 року Макріянніс звернувся до Зографоса, який був сільським іконописцем-самоуком, що працював у пост-візантійській традиції. До того ж як учасник війни він бачив на власні очі те, що Макріянніс хотів передати через пензель Зографоса. Для Макріянніса ж ці картини були не просто живописом, він не ставив собі за мету сприяти образотворчому мистецтву тих років. Більше того, сам Макріянніс не особливо був задоволений кінцевим естетичним результатом. Співпраця із Зографосом і його двома синами мала з точністю відобразити думки і бачення Макріяннісом Визвольної війни, ряд справжніх подій і конкретний символізм. Саме тому всі ці картини підписані так: «Задум Макріянніса — рука Панайотіса Зографоса».
У дійсності Зографос під керівництвом Макріянніса написав свого роду військові карти, відображаючи битви Визвольної війни на суші і на морі таким чином, щоб глядач міг їх «читати» як військовий рапорт. Але ці карти не могли бути простим описом воєнних подій: вони стали популярним відображенням сенсу, який генерал надав Визвольної Війни і його особистих бачень, національних, політичних, військових. Тому ці картини Зографоса, як історичні документи, важко «читати» у відриві від тексту «Мемуарів» Іоанніса Макріянніса.
Своїм поглядом з витоків мистецтва і пензлем Зографос зумів створити оригінальні й сміливі картини, які дивовижним чином поєднують пост-візантійські відображення пейзажів, мотиви народних гравюр тих років і свіжість дитячих малюнків. Копії цих картин, виконані також Зографосом і його синами, були, згідно з побажанням Макріянніса, передані королю Греції Оттону І, російському імператору, королю Франції і королеві Великої Британії.
Багато грецьких істориків віддають перевагу цим картинам, ілюструючи свої праці, в порівнянні з роботами романтиків і класицистів, часом досить далеких від реальної атмосфери Грецької визвольної війни.